# Internationale MS-federatie

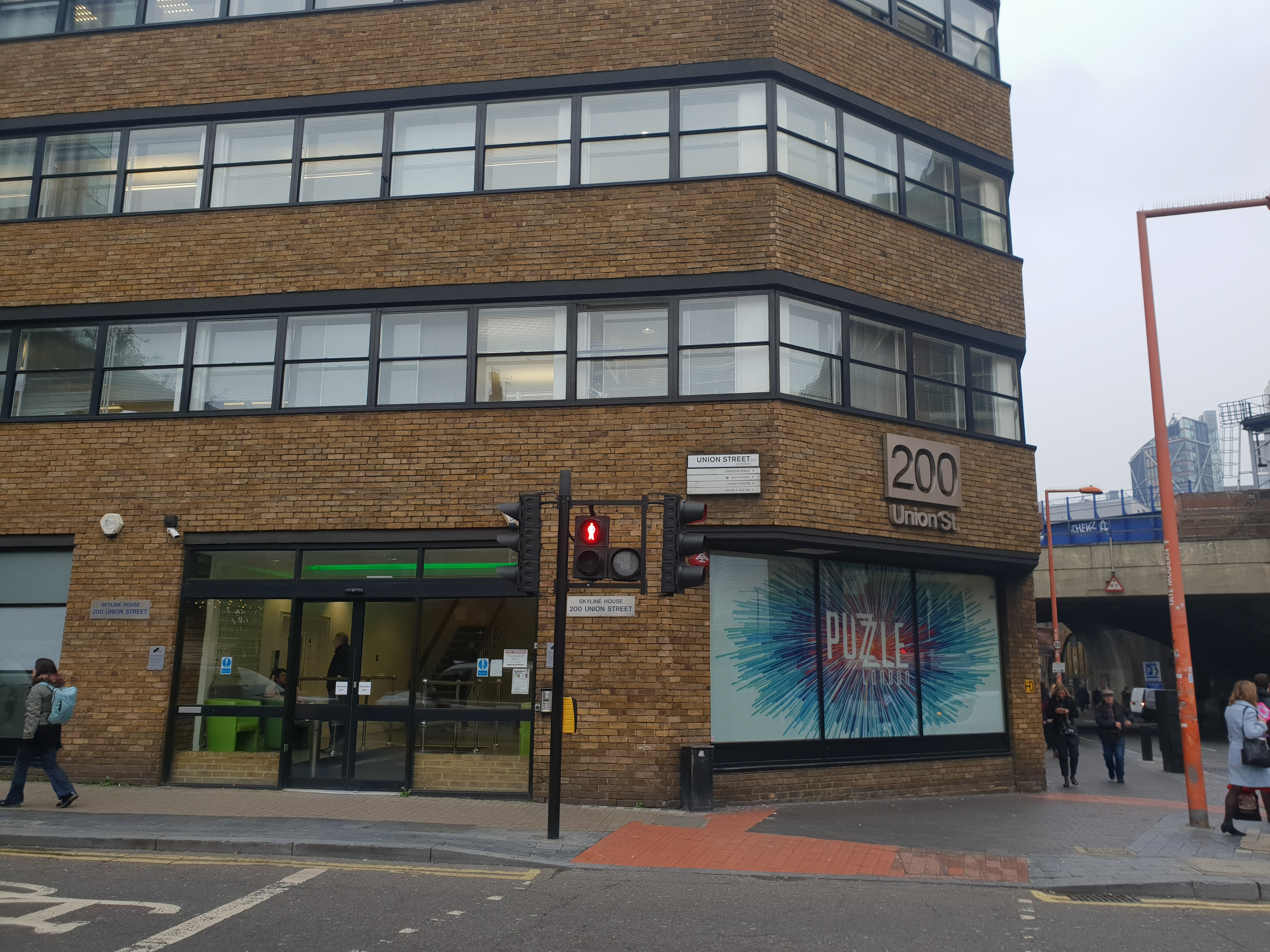
Gebouw van de Internationale MS-federatie in Londen.

De Internationale MS-federatie (MSIF) werd in 1967 opgericht als een internationale instantie die de activiteiten van nationale MS-verenigingen over de hele wereld met elkaar verbindt. De federatie streeft ernaar om wereldwijd samen te werken met patiëntenverenigingen en de internationale wetenschappelijke gemeenschap om multiple sclerose en de gevolgen ervan de wereld uit te helpen, en om zich wereldwijd uit te spreken namens degenen die getroffen zijn door multiple sclerose .
MSIF werkt om haar doel te bereiken door middel van de volgende hoofdprioriteiten:
- Internationaal onderzoek
- Ontwikkeling van nieuwe en bestaande samenlevingen
- Uitwisselen van informatie
- Belangenbehartiging

Sinds de oprichting in 1967 is MSIF uitgegroeid tot een samenwerkingsverband van 48 aangesloten MS-verenigingen over de hele wereld. MSIF staat in contact met vele startende verenigingen en heeft tot doel alle MS-gemeenschappen te ondersteunen bij hun ontwikkeling. MSIF heeft een budget van ongeveer £ 2 miljoen per jaar, waarbij de meeste financiering afkomstig is van aangesloten verenigingen, liefdadigheidsstichtingen en fondsenwervingscampagnes. Ongeveer een kwart van de inkomsten komt uit de zorgsector .
In samenwerking met de Wereldgezondheidsorganisatie heeft MSIF de meest uitgebreide bron van wereldwijde gegevens over de epidemiologie van MS gepubliceerd, de Atlas of MS. De meest recente editie van de Atlas of MS werd gepubliceerd in 2020 en laat zien dat er wereldwijd 2,8 miljoen mensen met MS leven.
MSIF ondersteunt de International Pediatric MS Study Group (IPMSSG) - een groep medisch professionals van alle continenten die werken aan de verbetering van de behandeling van kinderen met MS en die internationaal onderzoek doen naar MS bij kinderen.
In 2020 verzamelde MSIF als reactie op de COVID-19-pandemie MS-onderzoeksexperts en clinici van over de hele wereld om wereldwijd COVID-19-advies te geven voor mensen met MS. Dit is tijdens de pandemie met verschillende tussenpozen bijgewerkt naarmate er nieuw bewijs naar voren kwam. MSIF werkte samen met de MS Data Alliance om het COVID-19 en MS Global Data Sharing Initiative op te zetten. Deze verzamelde gegevens over de impact van het coronavirus op mensen met MS en de resultaten vormden de basis voor het wereldwijde COVID-19-advies voor mensen met MS.

## Wereld MS-dag
Sinds mei 2009 organiseert MSIF een Wereld MS-dag, die wordt ondersteund door MS-organisaties en individuen in ongeveer 100 landen. Het doel van de dag is om mensen bewust te maken van MS als een wereldwijd probleem en veranderingen aan te brengen in het leven van mensen met MS. Het is "Een dag om wereldwijde solidariteit en hoop voor de toekomst te vieren"
Wereld MS-dag vindt elk jaar officieel plaats op 30 mei, hoewel er in de hele maand mei evenementen en campagnes plaatsvinden.